# Albert Van Marcke
Albert Van Marcke est un footballeur belge devenu entraîneur.